# Edvard Martinuzzi (starejši)
Edvard Martinuzzi, italijanski dramatik in prevajalec slovenskega rodu, * 12. maj 1909, Trst, † 27. julij 1979, Trst.

## Življenje in delo
Rodil se je v družini tovarniškega delavca Ivana in gospodinje Frančiške Martinuzzi rojene Babuder. V Trstu je končal osnovno šolo in nižjo gimnazijo ter dveletno trgovsko šolo. Leta 1928 je moral zaradi delovanja v tržaških slovenskih mladinskih organizacijah pred fašistično oblastjo pobegniti v Kraljevino Srbov, Hrvatov in Slovencev. Z družino je živel v Ljubljani in Kranju, bil zaposlen kot knjigovodja in več let predsednik primorskega društva Sloga. Po končani vojni se je preselil v Koper, leta 1955 pa se je vrnil v Trst.
V letih 1928−1948 je napisal zbirko pesmi, ki pa niso bile objavljene. Za Radio Trst A je v letih 1959 in 1960 napisal pravljice: Srnjak z zvončkom, Delfin, Pastirček, Zaklad in Ptiček v jami ter radijski igri V hribih (1961) in Čarobni studenec (1964). V letih 1958-1959 je prevedel Grimmove pravljice: Nageljček, Snežka in Rožica, Trmoglavka, Otroci sreče, Koča v gozdu, Uganka, Deček v grobu, Napitnica, Razigrani čeveljčki. Prevedel je tudi dve komediji nemškega dramatika Augusta von Kotzebue Poštna gostilna Treuenbrietzenu (1959) in Nesrečniki (1961).